# المضة (صعدة)
المضة هي إحدى قرى الجمهورية اليمنية. تتبع جغرافيا لمحافظة صعدة وإداريًا لمديرية منبة. يبلغ تعداد سكانها 7301 نسمة حسب الإحصاء الذي أجري عام 2004.